# Carl Leonhardt
Carl Leonhardt, també Karl Leonhardt (Coburg (Baviera), 11 de febrer, 1886 - Tübingen (Baden-Württemberg), 8 de maig, 1969), va ser un compositor, director d'orquestra i professor de música alemany.

## Biografia
Del 1905 al 1907 va estudiar al Conservatori de Leipzig i a la universitat de la mateixa vila. Fins al 1920 va ser repetidor solista i director a l'Òpera de Hannover i després primer director al Teatre Nacional de Weimar. El 1921 va rebre el títol de professor.
El 1922 va esdevenir director general de música a Stuttgart. El 1937, durant l'època nazi, va esdevenir professor i cap de l'institut musicològic de la Universitat de Tübingen. El 1940 inicialment havia de succeir a Peter Raabe com a president de la Cambra de Música del Reich, però Goebbels el considerava "una mica massa científic". De 1942 a 1944 va dirigir diversos concerts al París ocupat. També va ensenyar a la Musikhochschule de Stuttgart fins al 1945.
Després del final de la Segona Guerra Mundial, va continuar ensenyant a Tübingen fins al 1951, quan es va jubilar.